# Éric Beauducel
Éric Beauducel, né en 1966, est un auteur, scénariste et réalisateur français de films documentaires.

## Biographie

### Origines et formation
Né dans les Yvelines en 1966, Éric Beauducel obtient une bourse AJIR (ministère de la Jeunesse et des Sports) à l'âge de 19 ans pour la réalisation d'un reportage sur le bicentenaire de la première ascension du Mont-Blanc. Diplômé de l'École supérieure de réalisation audiovisuelle de Paris en 1991, il a aussi l'occasion de se former au reportage de terrain au cours de son Service national dans le 27e bataillon des chasseurs alpins. Il est lauréat des Bourses de l'aventure de la Mairie de Paris 1991, prix remis par Nicolas Hulot et Jacques Chirac, pour la première traversée à pied de la Nouvelle-Calédonie. Il y réalise son premier film Terre inconnue et sa première exposition photographique à la Mairie de Paris.
C'est également le début d'une passion pour le Pacifique, qui l'amènera à y réaliser plusieurs films en particulier sur la Nouvelle-Calédonie et à écrire un roman en 2013 Walpole l'île au guano.

### Années 1990
En 1993, il est lauréat Camel Aventure pour son projet de documentaire en Nouvelle-Calédonie Voyage en pays kanak. Il réalise ensuite une série de films courts pour la Fondation Yves Rocher sur l'utilisation des plantes au Burkina Faso, puis une dizaine de films corporatifs sur le monde rural en France. Son premier véritable documentaire, Les Transportés (1997) est un 52' sur l'histoire du bagne en Nouvelle-Calédonie.
En 1999, il réalise une trilogie Des volcans et des hommes abordant chacun des trois aspects reliant les hommes aux volcans dans le monde : la société (Le Feu qui nourrit), la religion (Le Siège des dieux) et la science (Volcans sous surveillance).

### Années 2000
Il réalise ensuite une série de documentaires à travers la planète, abordant la volcanologie, les espèces menacées, l'environnement, l'archéologie, l'agriculture, l'art brut ou encore des sujets de société comme les sans-abris à Paris (La Rue comme horizon,,,), le redressement judiciaire (Calais, ils font dans la dentelle) ou les oubliés des conflits mondiaux (Zidou l’gouddam, les survivants).

### Années 2010
En 2012, il réalise Une justice entre deux mondes, un reportage sur le métier insolite des juges en Nouvelle-Calédonie qui doivent gérer simultanément les deux systèmes administratifs français et traditionnel kanak cohabitant de manière tout à fait officielle. Ce film est inscrit dans le programme de formation continue à l'École nationale de la magistrature en France et à l'École de la magistrature de Université d'Ottawa au Canada.
En 2015, il réalise un docu-fiction 1910, Paris sous les eaux qui suit l'enquête de deux journalistes du Petit Parisien pendant la crue centennale (avec les acteurs Bruno Debrandt, Damien Jouillerot, Henri Courseaux, Didier Bénureau),,. La même année, il propose et réalise pour la série de France 5 « Duels », un documentaire relatant l'affrontement de deux scientifiques que tout opposait, Haroun Tazieff et Claude Allègre (Tazieff/Allègre: la guerre des volcans).
En 2016, son documentaire Sur les terres du roi Nick traite de la relation centenaire des Calédoniens avec les mines de nickel,.
En 2017, son documentaire Paris sous les eaux, la grande crue revient sur le sujet de son docu-fiction de 2015 mais aborde cette fois l'anticipation d'une prochaine crue de la Seine du point de vue des scientifiques et des autorités responsables de la gestion de crise.
En 2018, à l'occasion du vingtième anniversaire de la disparition de Haroun Tazieff, il réalise un biopic Haroun Tazieff, le poète du feu retraçant la vie exceptionnelle de cet homme qui a suscité la vocation de plusieurs générations de volcanologues. Le film est sélectionné dans plusieurs festivals.

## Œuvres

### Films récompensés

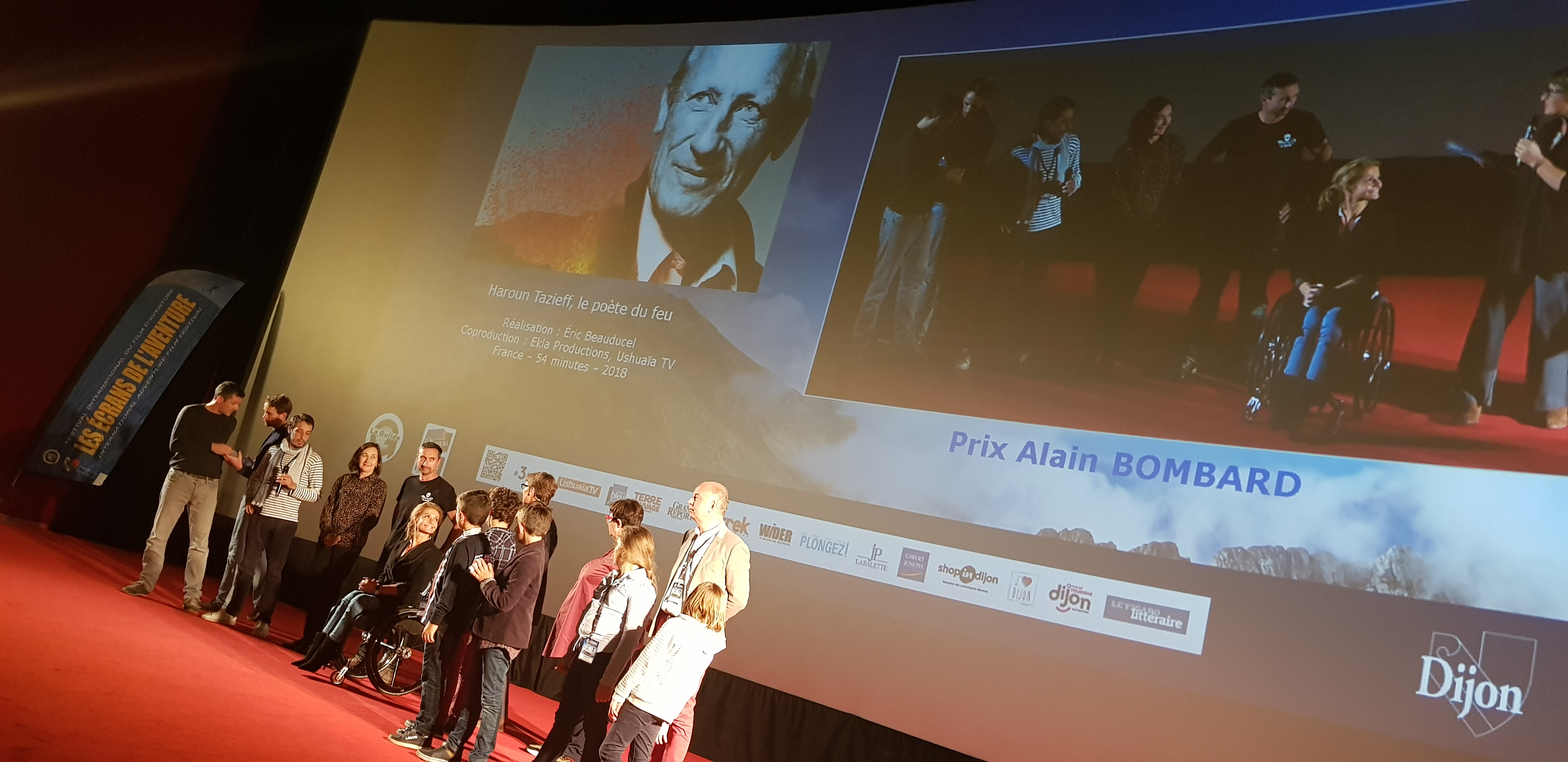
Prix Alain Bombard 2019 (Festival International du Film d'Aventure - photo Stéphane Dugast)

En 1995, Profession Guérisseur sur les tradipraticiens du Burkina obtient la Mention spéciale du jury au Festival du film d'environnement présidé par Jacques-Yves Cousteau. Le Bataillon des guitaristes sur les soldats calédoniens et polynésiens partis se battre pendant la Seconde Guerre mondiale est récompensé « Meilleur documentaire historique » au Festival international des films océaniens (FIFO) 2005,,,. Sous les yeux du monde, un an en Afghanistan, film sur la première année de présence française après la chute des talibans obtient la Mention spéciale du jury au Festival de Biarritz 2003. Son projet de film Walpole, l'île mystérieuse est lauréat du Prix du documentaire Canal + Overseas/Planète+ en 2009,. Son docu-fiction 1910, Paris sous les eaux obtient un record d'audience sur France 3 le 24 janvier 2015 avec près de 150.000 téléspectateurs. Le documentaire biographique Haroun Tazieff, le poète du feu reçoit le Prix Alain Bombard 2019 au Festival International du Film d'Aventure de Dijon et le prix du public au festival Montagnes et Sciences de Grenoble 2021.

### Filmographie
| Année | Titre                                                                | Type                                             | Durée    | Diffusion | Sélections / Récompenses |
| ----- | -------------------------------------------------------------------- | ------------------------------------------------ | -------- | --- | --- |
| 1994  | Voyage en pays kanak                                                 | Documentaire                                     | 45'      | | Lauréat Camel Aventure 1993 Sélectionné au Festival du film d’aventure de Liège 1995 |
| 1995  | Profession guérisseur                                                | Documentaire                                     | 52'      | | Mention spéciale Festival du film d'environnement 1995 |
| 1997  | Les Transportés                                                      | Documentaire                                     | 52'      | Planète, Histoire, France Ô | |
| 1999  | Les Chasseurs éclairés                                               | Série documentaire, responsable éditorial        | 11 x 26' | Seasons | |
| 1999  | Vents et marées                                                      | Série documentaire, responsable éditorial        | 11 x 26' | Seasons | |
| 1999  | Des volcans et des hommes                                            | Trilogie documentaire                            | 3 x 52'  | Arte « Voyages, voyages », RFO, Planète | |
| 2000  | Des peuples et des plantes                                           | Trilogie documentaire                            | 3 x 52'  | Planète, Édition DVD Les Films du Paradoxe | |
| 2001  | Entre chiens et loups                                                | Documentaire                                     | 52'      | France 2, Planète, Cityzen TV | |
| 2001  | Espèces en danger                                                    | Série documentaire                               | 7 x 52'  | Planète | |
| 2002  | L'Or vert de Madagascar                                              | Documentaire                                     | 52'      | France Ô, Planète, Édition DVD Les Films du Paradoxe | |
| 2002  | L'Amazonie au quotidien Planète                                      | Documentaire                                     | 52'      | Planète | |
| 2003  | Sous les yeux du monde, un an en Afghanistan                         | Documentaire                                     | 26'      | ECPAD, Public Sénat | Mention spéciale du jury au Festival de Biarritz |
| 2003  | Abysses                                                              | Documentaire                                     | 52'      | Planète Thalassa | |
| 2003  | Francis Marshall, sous le vent de l'art brut                         | Documentaire                                     | 52'      | Cityzen TV, DVD inclus dans le catalogue de l'exposition « Francis Marshall: parcours turbulent #1 », La Fabuloserie, avril-novembre 2015 | |
| 2004  | Le Bataillon des guitaristes                                         | Documentaire                                     | 70'      | France Ô | Prix du meilleur documentaire historique au FIFO 2004 |
| 2004  | Zidou l'gouddam, les survivants                                      | Documentaire                                     | 60'      | Histoire, France Ô, Cityzen TV | Tournée de présentation au Maroc avec l'Ambassade de France Festival Trans-méditerranée 2007 |
| 2004  | Les Nouveaux Paysans                                                 | Documentaire                                     | 2 x 52'  | Cityzen TV | |
| 2005  | Une certaine idée de la justice                                      | Documentaire                                     | 52'      | Cityzen TV | |
| 2006  | Mister French Taste                                                  | Pilote série fiction                             | 2 x 3'   | marché chinois | |
| 2006  | La Rue comme horizon                                                 | Documentaire                                     | 52'      | France 3 | |
| 2009  | Walpole, l'île mystérieuse                                           | Docu-fiction                                     | 60'      | Planète, France Ô | Lauréat du Prix du doc Canal+ Overseas / Planète+ 2009 Sélections officielles : Festival du film d'aventure de Dijon, FIFO, Festival insulaire de Groix |
| 2011  | Méditerranée, le grand déversoir                                     | Documentaire                                     | 52'      | France 3 Corse, Ushuaia TV | Sélections officielles : Festival mondial du film de mer de Dunkerque, Festival international des films de mer de Hendaye, Terra Festival |
| 2011  | Le Lagon 3D                                                          | Teaser 3D IMAX                                   |          | | Soutenu par l'UNESCO et le Gouvernement calédonien |
| 2011  | Pierre et l'Emmanuel                                                 | Documentaire, co-réalisé avec Bernard Simon      | 52'      | KTO | |
| 2012  | Une justice entre deux mondes                                        | Documentaire                                     | 52'      | Planète + Justice, France Ô, Nouvelle-Calédonie 1ère, Public Sénat, disponible sur Youtube Inscrit dans le cadre de la formation des magistrats à l'École Nationale de la magistrature, Paris (session « Être magistrat outre mer ») et à l’École de la magistrature de l'Université d'Ottawa (Canada), spécialisation « Droit et peuples autochtones ». | Sélectionné par France Télévisions pour le 32e Grand Prix international du documentaire d'auteur de Monte Carlo 2013 Projeté en clôture du 4e Festival documentaire « Les Révoltés de l'histoire » à la Mairie de Paris 8e Festival international du film policier de Liège 2014 Projection au Musée du Quai Branly dans le cadre de la Société des océanistes |
| 2013  | Wallis et Futuna, des jeux malgré tout                               | Documentaire                                     | 52'      | France Ô « Archipels » | |
| 2014  | Calais, ils font dans la dentelle                                    | Documentaire écrit par Valérie Jourdan           | 52'      | France 5 « Le monde en face », France 3 Nord | |
| 2015  | 1910, Paris sous les eaux                                            | Docu-fiction co-réalisé avec Olivier Poujaud     | 52'      | France 3, TV5 Monde, AB Groupe | |
| 2015  | Tazieff/Allègre, la guerre des volcans                               | Documentaire                                     | 52'      | France 5 série « Duels » saison 2 | Projeté Hors Compétition au Festival Paris Science 2015 |
| 2015  | Les Gardiens des Alpes                                               | Documentaire co-réalisé avec Anthony Binst       | 52'      | Voyage | Sélections officielles : Festival d'Autrans, Festival montagne de Gap |
| 2016  | Sur les terres du roi Nick                                           | Documentaire                                     | 52'      | France Ô « Archipels », Nouvelle-Calédonie 1ère | |
| 2017  | Paris sous les eaux: la grande crue                                  | Documentaire                                     | 70'      | RMC Découvertes, Science et Vie TV | |
| 2017  | Les Secrets de Deva                                                  | Documentaire                                     | 52'      | Nouvelle-Calédonie 1ère | Projection-débat le 15 février 2018 à la Maison de la Nouvelle-Calédonie |
| 2017  | Une vie après                                                        | Documentaire co-réalisé avec Katherina Marx      | 52'      | France 3 PACA | |
| 2018  | Haroun Tazieff, le poète du feu                                      | Documentaire biographique                        | 54'      | Ekla Production, Ushuaïa TV | Lauréat du Prix Alain Bombard au Festival International du film d'Aventure de Dijon 2019 Sélections : Festival de Luchon 2019, Festival du Film d'Aventure de la Rochelle 2019, Festival Quais du Départ 2019, Rencontres Montagne et Science 2021 |
| 2018  | 1917, le train de l'horreur - La catastrophe de la Maurienne         | Documentaire                                     | 63'      | Gedeon Programmes, RMC Découvertes, France Télévisions | |
| 2019  | Volcans tueurs : Le Pays aux 127 volcans                             | Documentaire                                     | 52'      | Ekla Production, AB Productions, Sciences & Vie TV | Sélections : Festival Parisiences 2020 |
| 2019  | Les voies du caillou                                                 | Documentaire co-écrit avec Nathalie Darricau     | 52'      | Ekla Production, Nouvelle Calédonie 1ère, | Sélectionné hors compétition au Festival FIFO 2021 |
| 2021  | Destins Brisés : le sort tragique des Japonais de Nouvelle-Calédonie | Documentaire co-écrit avec Nathalie Darricau     | 52'      | Ekla Production, Red Pacific, France Télévisions, | |
| 2021  | Bêtes de guerre                                                      | Documentaire                                     | 52'      | Ekla Production, Procirep, CNC Nouvelles Technologies, Ecpad, Histoire TV, TV5 Canada | Sélection officielle au Festival International de Film d'Histoire de Montréal 2022, au festival War on screen et nommé pour le Prix Historia du meilleur documentaire historique 2022 |
| 2021  | Face au climat                                                       | Trilogie documentaire présentée par Anne Quéméré | 3 x 52'  | Injam productions, Ushuaïa TV | |
| 2023  | Eloi Machoro, itinéraire d'un combattant                             | Documentaire                                     | 52'      | Gédéon programmes, La Case du siècle de France 5, NC 1ère | Prix du public au Festival international des documentaires de Martinique 2024, sélection officielle compétition au Festival International du Film Océanien (FIFO) 2024 et au festival les révoltés de l’histoire 2024, projeté au Festival la 1ere de France TV à Marseille                                                                                    |
| 2023  | Le Travail incarcéré                                                 | Documentaire co-écrit avec Chloé Audrain         | 52'      | Injam, FR3 IDF, diffusé dans la collection « Le travail en question » | Sélection officielle compétition « regard public » du 26e festival du Film d’action sociale |
| 2024  | Urbana Animalis                                                      | Documentaire co-réalisé avec Anthony Binst       | 52'      | Ekla Production, distribué par Beliane | |
| 2024  | Présumées disparues                                                  | Documentaire                                     | 52'      | Les Films en vrac, Bluegreen Production, France TV la 1ère | |

### Livres
- « Walpole, l'île au guano » (2013), roman, Format Kindle, 122 pp.